# Manoj Bajpayee
Manoj Bajpayee (né le 23 avril 1969 à Belwa, district du Champaran occidental) est un acteur indien qui a travaillé à Bollywood mais aussi dans le cinéma télougou et tamil. Il a été récompensé de deux Filmfare Awards. C'est un camarade de Shahrukh Khan : ils suivaient tous deux les classes de théâtre de Barry John.

## Filmographie

### Au cinéma
- 1996 : Dastak de Mahesh Bhatt : Seychelles Inspector Avinash Bannerjee (as Manoj Bajpai)
- 2013 : Special 26 de Neeraj Pandey (en)
- 2018 : Satyameva Jayate

### À la télévision
2021 : Signé Satyajit Ray : Musafir Ali